# Korla Airport
Korla Airport är en flygplats i Kina. Den ligger i den autonoma regionen Xinjiang, i den nordvästra delen av landet, omkring 260 kilometer sydväst om regionhuvudstaden Ürümqi. Korla Airport ligger 927 meter över havet.
Runt Korla Airport är det ganska glesbefolkat, med 28 invånare per kvadratkilometer. Närmaste större samhälle är Sayibage, 7,2 km norr om Korla Airport. Trakten runt Korla Airport består i huvudsak av gräsmarker.
Genomsnittlig årsnederbörd är 110 millimeter. Den regnigaste månaden är juni, med i genomsnitt 40 mm nederbörd, och den torraste är mars, med 2 mm nederbörd.